# 86式自動歩槍 S型
86式自動歩槍 S型(または86S式自動歩槍)は中華人民共和国の中国北方工業公司が製造する56式自動歩槍をブルパップ方式に変換したアメリカ向け民間輸出仕様のAK系統自動小銃である。

## 開発
1950年代初頭にイギリスがEM-2を開発して以来中華人民共和国でもブルパップ方式の銃器の研究が行われていた。1970年代末に戦闘の近代化に伴って、より軽量でコンパクかつ充分な威力と精度、信頼性のある銃器の需要が生じた。当時の中国は充分なブルパップ方式に関するノウハウは持ち合わせていなかったが、この要求にはAUGやFA-MASを参考にしてブルパップ方式で開発することが決定した。
1983年に試験用の試作型としてWTC-1とWTC-2が開発され、実際に試験された。WTC-2は従来の7.62x39mm弾仕様と新型の5.8×42mm弾仕様の2種類が試作された。
| 項目               | WTC-1       | WTC-2 (7.62×39mm弾仕様) | WTC-2 (5.8×42mm弾仕様) |
| ------------------ | ----------- | ----------------------- | ---------------------- |
| 使用弾薬           | 7.62×39mm弾 | 7.62×39mm弾             | 5.8×42mm弾             |
| 射撃モード         | セミ／フル  | セミ／フル              | セミ／フル             |
| コッキングレバー   | 側面        | 上面(取り外し可能)      | 上面(取り外し可能)     |
| 全長               | 750mm       | 752mm 685mm             | 750mm 650mm            |
| 銃身長             | 520mm       | 520mm 440mm             | 520mm 430mm            |
| 重量               | 3.5kg       | 3.26kg 3.13kg           | 3.4kg                  |
| 発射速度           | 毎分512発   | 毎分580〜600発          | 毎分約600発            |
| 銃口初速           | 730 m/s     | 725 m/s 716 m/s         | 930 m/s                |
| 精度試験(50mセミ)  | 4.2         | 4.0                     | 3.4                    |
| 精度試験(100mセミ) | 10.7        | 10.0                    | 7.6                    |

※精度試験の欄の数値は小さければ小さいほど精度が良いことを表す。
WTC-1とWTC-2は1985年5月に中国国内の様々な機関や部隊に向けて公開試験を実施し、かなり高い評価を受け実際に機械化部隊への採用を推薦されたがブルパップ方式の銃器は当時の戦術的思想に適合せず採用は見送りになった。
採用こそされなかったもののブルパップ方式の銃器の将来性は充分に評価され実際にのちの95式自動歩槍の開発に役立てられた。
WTC-1とWTC-2は軍に採用されなかったため民間市場へ向けて売り出そうとし、全体的な設計の洗練と民間輸出仕様として再設計をして1986年ごろに86式自動歩槍 S型が開発された。86式自動歩槍 S型はアメリカのチャイナスポーツ社を介してアメリカに向けて1989年から1994年に規制が強化されるまでに約2,000挺を輸出した。

## 構成
86式自動小銃 S型は56式自動歩槍をベースにしておりレシーバーはほとんどそのまま流用している。ブルパップ化するにあたって従来の銃床とハンドガードを取り除き、レシーバーを延長しそこにトリガーとグリップを移動させ、マガジンリリースレバーからレシーバー後端にかけて小型の銃床が追加されている。従来AKの大型セレクターは廃止し、レシーバー右側面のグリップ上に小型セレクターを備えている。ハンドガードの代わりにレシーバー前端には折りたたみ可能なフォアグリップが追加されておりこれを握ることで問題なく射撃や反動制御が可能である。従来のアイアンサイトは廃止し、フロントトラニオンからガス導入部にかけて大型のキャリングハンドルを追加しておりこれは照準器の機能も備えている。
前述した通り86式自動歩槍 S型は56式自動歩槍をベースにしているためAK同様のガス圧ロングストロークガスピストン方式で作動しているが、コッキングレバーを縦型に変更しキャリングハンドル内に移動させている。
銃身はアメリカに輸出する際SBR認定を受けないよう延長されている。